# Constantino di Oldenburg
Constantino di Oldenburg (San Pietroburgo, 9 maggio 1850 – Nizza, 18 marzo 1906) è stato un duca di Oldenburg.

## Biografia
Costantino era il figlio del duca Pietro di Oldenburg, e di sua moglie, Teresa di Nassau-Weilburg, membro di un ramo cadetto della casa di Holstein-Gottorp, una piccola casa ducale basato sul confine tra Germania e Danimarca. Il padre di Costantino aveva conquistato il rispetto dello zar, servì come colonnello del Reggimento Semënovskij nel 1820, divenne senatore russo nel 1834, aveva fondato la Scuola Imperiale di Giurisprudenza nel 1835.
Fu battezzato come protestante ma a corte fu chiamato con il suo nome russo e patronimico, Konstantin Petrovič. Crebbe a San Pietroburgo. Venne iscritto fin dalla nascita nel Reggimento Semënovskij con il grado di guardiamarina. Ricevette un'educazione privata e ha frequentato le lezioni presso la Scuola Imperiale di Giurisprudenza prima di intraprendere il servizio militare, il 21 maggio 1869.

## Carriera militare
Dal 1869 alla sua morte nel 1906, Costantino servì nel Reggimento Preobraženskij. Durante la guerra russo-turca (1877-1878), il reggimento si distinse in battaglia.
Costantino servì come aiutante di campo di stanza sul fronte Caucaso, in Georgia, del granduca Michail Nikolaevič, il Governatore Generale del Caucaso. Alla fine raggiunse il grado di tenente generale del reggimento dei cosacchi del Kuban'. I cosacchi del Kuban' costituivano il 90% della cavalleria sul fronte del Caucaso.

### Post-Guerra
Alla fine della guerra, tra il 1881 e il 1887, Costantino comandò il 1º reggimento di cavalleria, di stanza nei pressi di Kutaisi, una città nella provincia georgiana di Imereti, appena a nord del campo di battaglia a Kars. Lui probabilmente è rimasto sotto il comando del granduca Michail Nikolaevič, che, come Governatore Generale del Caucaso, abitava nella vicina Tbilsi (allora conosciuta come Tiflis).
A questo punto, la costa del Mar Nero della Georgia è diventata la " Riviera della Russia ", un luogo popolare per ricchi russi da visitare in vacanza, e la scena artistica in Tiflis cominciò a prosperare. Costantino divenne un ospite presso il salone sociale di Barbara Bonner Baratashvili ("Babale"), nata principessa Cholokashvili, il cui palazzo attirava molti poeti, pittori e scrittori.
Fu qui che Constantino conobbe la nobildonna Agrippina Japaridze, sua futura moglie. Iniziarono una relazione non considerando che Agrippina era la moglie di un ufficiale. Il marito di Agrippina, il principe Daniel Dadiani, era uno degli ufficiali sotto sul comando. La famiglia Dadiani era una nobile famiglia molto rispettata in Georgia, ramo della famiglia Bagrationi. Si dice che Costantino avesse vinto Agrippina dal marito, mentre giocavano a carte. Il duca avrebbe accettato di annullare i debiti di Dadiani in cambio della moglie. Quando il principe Dadiani accettò, Agrippina lo lasciò. Il 28 giugno 1882 Agrafena divorziò da Dadiani. 

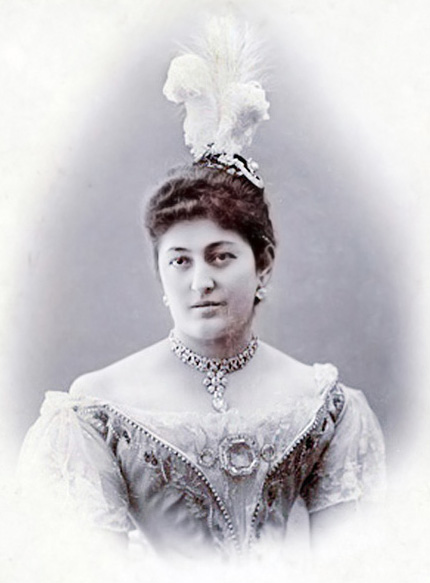
Agrippina Japaridze, contessa von Zarnekau.

## Matrimonio
Sposò, il 20 ottobre 1882, Agrippina Japaridze. Il duca Pietro la creò contessa von Zarnekau, trasmissibile ai loro figli. Ebbero sei figli:
- Alessandra (10 maggio 1883-28 maggio 1957), sposò Georgij Aleksandrovič Jur'evskij;
- Caterina (16 settembre 1884-24 dicembre 1963);
- Nicola (7 maggio 1885-1976);
- Alessio (16 luglio 1887-16 settembre 1918);
- Pietro (26 maggio 1889-1º novembre 1961);
- Nina (13 agosto 1892-1922).

## Ascendenza
|                                  |                                       |                                                      | Genitori                                        |  |  | Nonni |  |  | Bisnonni              |  |  | Trisnonni                            |  |
|                                  |                                       |                                                      |                                                 |  |  |       |  |  | Pietro I di Oldenburg |  |  | Giorgio Ludovico di Holstein-Gottorp |  |
|                                  |                                       |                                                      |                                                 |  |  |       |  |  | Pietro I di Oldenburg |  |  | Giorgio Ludovico di Holstein-Gottorp |  |
|                                  |                                       | Sofia Carlotta di Schleswig-Holstein-Sonderburg-Beck |                                                 |  |  |       |  |  | Pietro I di Oldenburg |  |  |                                      |  |
| Giorgio di Oldenburg             |                                       |                                                      |                                                 |  |  |       |  |  | Pietro I di Oldenburg |  |  |                                      |  |
|                                  |                                       | Federica Elisabetta di Württemberg                   | Federico II Eugenio di Württemberg              |  |  |       |  |  |                       |  |  |                                      |  |
|                                  |                                       | Federica Elisabetta di Württemberg                   | Federico II Eugenio di Württemberg              |  |  |       |  |  |                       |  |  |                                      |  |
|                                  |                                       | Federica Elisabetta di Württemberg                   | Federica Dorotea di Brandeburgo-Schwedt         |  |  |       |  |  |                       |  |  |                                      |  |
| Pietro di Oldenburg              |                                       | Federica Elisabetta di Württemberg                   |                                                 |  |  |       |  |  |                       |  |  |                                      |  |
|                                  |                                       | Paolo I di Russia                                    | Pietro III di Russia                            |  |  |       |  |  |                       |  |  |                                      |  |
|                                  |                                       | Paolo I di Russia                                    | Pietro III di Russia                            |  |  |       |  |  |                       |  |  |                                      |  |
|                                  |                                       | Paolo I di Russia                                    | Caterina II di Russia                           |  |  |       |  |  |                       |  |  |                                      |  |
| Ekaterina Pavlovna Romanova      |                                       | Paolo I di Russia                                    |                                                 |  |  |       |  |  |                       |  |  |                                      |  |
|                                  |                                       | Sofia Dorotea di Württemberg                         | Federico II Eugenio di Württemberg              |  |  |       |  |  |                       |  |  |                                      |  |
|                                  |                                       | Sofia Dorotea di Württemberg                         | Federico II Eugenio di Württemberg              |  |  |       |  |  |                       |  |  |                                      |  |
|                                  |                                       | Sofia Dorotea di Württemberg                         | Federica Dorotea di Brandeburgo-Schwedt         |  |  |       |  |  |                       |  |  |                                      |  |
| Constantino di Oldenburg         |                                       | Sofia Dorotea di Württemberg                         |                                                 |  |  |       |  |  |                       |  |  |                                      |  |
|                                  | Federico Guglielmo di Nassau-Weilburg | Carlo Cristiano di Nassau-Weilburg                   |                                                 |  |  |       |  |  |                       |  |  |                                      |  |
|                                  | Federico Guglielmo di Nassau-Weilburg | Carlo Cristiano di Nassau-Weilburg                   |                                                 |  |  |       |  |  |                       |  |  |                                      |  |
|                                  | Federico Guglielmo di Nassau-Weilburg | Carolina d'Orange-Nassau                             |                                                 |  |  |       |  |  |                       |  |  |                                      |  |
| Guglielmo di Nassau              | Federico Guglielmo di Nassau-Weilburg |                                                      |                                                 |  |  |       |  |  |                       |  |  |                                      |  |
|                                  |                                       | Luisa Isabella di Kirchberg                          | Guglielmo Giorgio di Kirchberg                  |  |  |       |  |  |                       |  |  |                                      |  |
|                                  |                                       | Luisa Isabella di Kirchberg                          | Guglielmo Giorgio di Kirchberg                  |  |  |       |  |  |                       |  |  |                                      |  |
|                                  |                                       | Luisa Isabella di Kirchberg                          | Isabella Augusta di Reuss-Greiz                 |  |  |       |  |  |                       |  |  |                                      |  |
| Teresa di Nassau-Weilburg        |                                       | Luisa Isabella di Kirchberg                          |                                                 |  |  |       |  |  |                       |  |  |                                      |  |
|                                  |                                       | Federico di Sassonia-Altenburg                       | Ernesto Federico III di Sassonia-Hildburghausen |  |  |       |  |  |                       |  |  |                                      |  |
|                                  |                                       | Federico di Sassonia-Altenburg                       | Ernesto Federico III di Sassonia-Hildburghausen |  |  |       |  |  |                       |  |  |                                      |  |
|                                  |                                       | Federico di Sassonia-Altenburg                       | Ernestina Augusta di Sassonia-Weimar            |  |  |       |  |  |                       |  |  |                                      |  |
| Luisa di Sassonia-Hildburghausen |                                       | Federico di Sassonia-Altenburg                       |                                                 |  |  |       |  |  |                       |  |  |                                      |  |
|                                  |                                       | Carlotta di Meclemburgo-Strelitz                     | Carlo II di Meclemburgo-Strelitz                |  |  |       |  |  |                       |  |  |                                      |  |
|                                  |                                       | Carlotta di Meclemburgo-Strelitz                     | Carlo II di Meclemburgo-Strelitz                |  |  |       |  |  |                       |  |  |                                      |  |
|                                  |                                       | Carlotta di Meclemburgo-Strelitz                     | Federica d'Assia-Darmstadt                      |  |  |       |  |  |                       |  |  |                                      |  |
|                                  |                                       | Carlotta di Meclemburgo-Strelitz                     |                                                 |  |  |       |  |  |                       |  |  |                                      |  |